# Gnadenbrot (Almosen)
Die Bezeichnung Gnadenbrot definiert die heute angewendeten Wörtersynonyme Almosen oder milde Gabe.
Gnadenbrot ist eine materielle Gabe an einen gestraften Empfänger ohne Erwartung einer materiellen Gegenleistung dieses Empfängers. Es unterscheidet sich von einer Spende durch den Beweggrund des Mitleids mit dem Empfänger.